# Абуе-Меда
 Абуе-Меда — гора, расположенная недалеко от города Дэссе в Эфиопии. Это самая высокая гора в регионе Амхара. Она является составной частью водораздела двух рек — Голубой Нил и Аваш.
Высота горы достигает 4008 метров.